# Татлибаєво
Татлиба́єво (рос. Татлыбаево, башк. Татлыбай) — село (колишній присілок) у складі Баймацького району Башкортостану, Росія. Адміністративний центр Татлибаєвської сільської ради.
Населення — 331 особа (2010; 340 в 2002).
Національний склад:
- башкири — 100%